# 苏尔茨巴赫 (比肯费尔德县)
苏尔茨巴赫（德語：Sulzbach，發音：[ˈzʊltsˌbax] ⓘ），又称劳嫩苏尔茨巴赫（Rhaunensulzbach），是德国莱茵兰-普法尔茨州比肯费尔德县的市镇，面积6.68平方千米，2023年12月31日人口为285人。